# Ondřej Sosenka
Ondřej Sosenka (Praga, 9 dicembre 1975) è un ex ciclista su strada e pistard ceco, famoso soprattutto per aver stabilito il record dell'ora.

## Carriera
Fra i suoi successi la Corsa della Pace del 2002, il Giro di Polonia del 2001 e del 2004, i titoli nazionali cechi a cronometro del 1998, 2000, 2001, 2002, 2004, 2005 e 2006. In carriera ha disputato un solo Grande Giro, ossia il Giro d'Italia 2004, senza però portarlo a termine.
Il maggior risultato della sua carriera è senza dubbio il record dell'ora stabilito a Mosca il 19 luglio 2005 con la distanza di 49,700 km, distanza con cui ha battuto di circa 260 metri il precedente record del 2000 di Chris Boardman (in quell'anno l'UCI annullò le precedenti prestazioni ottenute su bici speciali). Ha conservato il primato per oltre nove anni, fino al settembre 2015, quando venne superato dal tedesco Jens Voigt, che percorse oltre 1.400 metri in più con una bici speciale avendo l'UCI rivisto in parte il divieto citato.
Già escluso dalla Corsa della Pace 2001 per ematocrito alto, nel 2008 risultò positivo alla metanfetamina e subì una squalifica che pose fine alla sua attività agonistica ad alto livello.

## Palmarès

### Strada
- 1997

4ª tappa Hessen-Rundfahrt
- 1998

Campionato ceco, Cronometro
Classifica generale Tour de Danubo
3ª tappa Ytong Bohemia Tour
Classifica generale Ytong Bohemia Tour
- 1999

Giro della Valsesia
Classifica generale Okolo Slovenska
- 2000

Campionato ceco, Cronometro
2ª tappa Lidace
4ª tappa Lidace
4ª tappa Hodonín
3ª tappa Ytong Bohemia Tour
Classifica generale Ytong Bohemia Tour
- 2001

Campionato ceco, Cronometro
3ª tappa Szlakiem Grodów Piastowskich
1ª tappa Ytong Bohemia Tour
3ª tappa Ytong Bohemia Tour
4ª tappa Ytong Bohemia Tour
Classifica generale Ytong Bohemia Tour
8ª tappa Giro di Polonia
Classifica generale Giro di Polonia
2ª tappa Internationale Course 4 Asy Fiata Autopoland
Classifica generale Internationale Course 4 Asy Fiata Autopoland
2ª tappa Hodonín
4ª tappa Hodonín
Classifica generale Hodonín
Classifica generale Lidace
5ª tappa Międzynarodowy Wyścig Solidarności i Olimpijczyków
Classifica generale Międzynarodowy Wyścig Solidarności i Olimpijczyków
- 2002

Campionato ceco, Cronometro
Classifica generale Internationale Course 4 Asy Fiata Autopoland
4ª tappa Corsa della Pace
9ª tappa Corsa della Pace
Classifica generale Corsa della Pace
7ª tappa Giro di Polonia
2ª tappa Ytong Bohemia Tour
5ª tappa Międzynarodowy Wyścig Solidarności i Olimpijczyków
- 2003

4ª tappa Corsa della Pace
4ª tappa Okolo Slovenska
5ª tappa Okolo Slovenska
Classifica generale Okolo Slovenska
- 2004

Campionato ceco, Cronometro
8ª tappa Giro di Polonia
Classifica generale Giro di Polonia
- 2005

Campionato ceco, Cronometro
Prologo UNIQA Classic
3ª tappa Giro del Belgio
Chrono des Herbiers
- 2006

Campionato ceco, Cronometro
Duo Normand (con Radek Blahut)

#### Altri successi
- 2000

Criterium Dubnica nad Vahom
Criterium Olsany
Criterium Pruske
Criterium Praha
- 2001

Criterium Benezov
- 2003

Criterium Budweiss
- 2004

Criterium Praha
- 2005

Criterium Praha

### Pista
- 2005

Campionato ceco, Inseguimento individuale

#### Altri successi
- 2005

Record dell'ora

## Piazzamenti

### Grandi Giri
- Giro d'Italia

2004: ritirato (7ª tappa)

### Classiche monumento
- Giro di Lombardia

2004: 13º